# Daniela Amavia
Daniela Amavia (griechisch Ντανιέλα Αμαβία, * 4. März 1966 in Athen) ist eine griechische Schauspielerin. Bis ins Jahr 2002 trat sie unter dem Namen Daniela Lunkewitz in Erscheinung.

## Leben
Daniela Amavia wurde als Tochter griechischer Eltern 1966 in Griechenland (anderen Angaben zufolge um 1970) geboren und wuchs in Deutschland auf. Sie begann als Kind eine klassische Tanzausbildung, später studierte sie an der Johann Wolfgang Goethe-Universität amerikanische Literatur, ging weiter dem Tanz und dem Theater nach und besuchte die Guildhall School of Music and Drama in London. Sie war bis 2004 Ehefrau des deutschen Verlegers Bernd F. Lunkewitz. Als Daniela Lunkewitz gab sie 1988 ihr Spielfilmdebüt mit einer kleinen Rolle in Frank Streckers Familiendrama Anna. Daraufhin war sie im deutschen Film und Fernsehen zu sehen und hatte Gastauftritte in den Serien Ein Fall für zwei (1989) und Tatort (1994 und 1997).
Ab Mitte der 1990er Jahre konzentrierte sich Lunkewitz auf eine internationale Karriere und es folgten Rollen in den englischsprachigen Produktionen wie dem Fernsehfilm Max’ Vermächtnis mit Robert Wagner und Stefanie Powers, der auf der Fernsehserie Hart aber herzlich (1979–1984) basierte. Hauptrollen spielte sie in Gabriela Tagliavinis Science-Fiction-Komödie Perfect Lover und der romantischen Komödie Venus & Mars (beide 2001) in denen Julie Bowen, Lynn Redgrave und Julia Sawalha ihre Leinwandpartner waren. Seit ihrem Auftritt in der US-amerikanischen Science-Fiction-Serie Children of Dune (2003) tritt sie unter dem Namen Daniela Amavia in Erscheinung.
Seit 1999 lebt Daniela Amavia in Los Angeles. Dort fungierte sie auch als Drehbuchautorin und Regisseurin bei dem Kurzfilm Rockin’ Good Times (1999) sowie als ausführende Produzentin des Films Venus & Mars (2001). Parallel zu ihrer Arbeit als Schauspielerin trat sie in der Vergangenheit auch als Model in Erscheinung, unter anderem für Karl Lagerfelds Parfum-Kampagne Cloe. Im Jahr 2013 gab Amavia ihr Debüt als Drehbuchautorin und Regisseurin mit dem Film A Beautiful Now.

## Filmografie (Auswahl)
- 1988: Anna
- 1989: Das Nest (Fernsehserie)
- 1989: Ein Fall für zwei, (Fernsehserie), Folge 68
- 1991: Lautlos
- 1992: Der Papagei
- 1993: Rosenemil
- 1993: Abgeschminkt!
- 1994: Affären
- 1994: Tatort: Der Rastplatzmörder
- 1995: Max’ Vermächtnis (Hart to Hart: Two Harts in 3/4 Time, TV)
- 1996: Die Eisprinzessin (TV)
- 1996: Nur aus Liebe
- 1997: Tatort: Eulenburg
- 1999: Rockin’ Good Times
- 1999: Showdown in der Hölle (Facade)
- 2001: Perfect Lover (The Woman Every Man Wants)
- 2001: Venus & Mars (Venus and Mars)
- 2002: Haben wir uns nicht schon mal gesehen? (Haven't We Met Before?, TV)
- 2003: Children of Dune (Fernsehdreiteiler, alle Folgen)
- 2004: The Sum of Jobe
- 2009 The Perfect Sleep
- 2013: A Beautiful Now

## Auszeichnungen
- DIVA – Deutscher Entertainment Preis 1995
- New York International Independent Film & Video Festival 2001: Beste Darstellerin für Perfect Lover